# Сборная Гагаузии по футболу
Сборная Гагаузии по футболу — футбольная сборная, представляющая автономное территориальное образование Гагаузия, расположенное на юге Молдавии. Управляется Федерацией футбола Гагаузии.

## Статус
Федерация футбола Гагаузии не входит как в УЕФА и ФИФА, так и в международные футбольные организации, которые объединяют непризнанные государства и различные автономии и этнические объединения (ConIFA и другие). Она занята в основном развитием внутреннего чемпионата и футбольной инфраструктуры.

## Участие в ELF Cup
В 2006 году сборная Гагаузии участвовала в международном турнире ELF Cup, который проходил в Северном Кипре и был организован местной федерацией футбола. В нём участвовали восемь команд, в том числе члены ФИФА Кыргызстан и Таджикистан, а также Гагаузия, Гренландия, Тибет, Северный Кипр, Занзибар и сборная крымских татар.
В состав сборной Гагаузии вошли 16 футболистов: Анатолий Арабаджи, Виталий Брагутав, Эмил Гулу, Сергей Иабанджи, Пётр Марков, Сергей Перетрухин, Владислав Сонгрой, Лура Бодиу, Леонид Копусчиу, Сергей Делипери, Фёдор Манолов, Максим Трандафил, Иван Карачиот, Денис Чавдари, Василий Гаризан и Фёдор Трандафил. Главный тренер — Степан Малачилли.
На предварительном этапе гагаузы попали в группу «А» вместе с Кыргызстаном, Занзибаром и Гренландией.
19 ноября сборная Гагаузии в Киринии проиграла гренландцам — 0:2.
20 ноября гагаузы в Фамагусте потерпели поражение от Кыргызстана — 2:6, дубль оформил Марков, отличившийся на 31-й и 60-й минутах.
21 ноября Гагаузия в Киринии сыграла вничью с Занзибаром — 1:1. Пропустив на 76-й минуте, через три минуты гагаузы отыгрались благодаря голу Чавдари.
Набрав одно очко, сборная Гагаузии заняла в группе последнее, четвёртое место.